# Bridget Jones: Sobreviuré
Bridget Jones: Sobreviuré (títol original en anglès, Bridget Jones: The Edge of Reason) és una comèdia romàntica de 2004 dirigida per Beeban Kidron i basada en la novel·la del mateix nom de Helen Fielding. La pel·lícula és la seqüela de Bridget Jones's Diary de 2001. Ha estat doblada al valencià per a À Punt; també ha estat subtitulada al català central.

## Argument
Bridget Jones ha trobat finalment l'amor amb Mark Darcy. Però la seva naturalesa franca i sapastra la porta a cometre pífies en el cercle professional una mica garratibat de Mark, i més des que aquest té una nova col·laboradora absolutament encisadora, Rebecca, la qual cosa submergeix Bridget en la inquietud. En resposta a una nova pífia, Bridget deixa Mark. És obligada pel seu empresari de marxar a Tailàndia per rodar amb el seu antic amor Daniel Cleaver. Bridget és sobre el punt de cedir a les seves escomeses quan descobreix que no ha canviat. A l'aeroport, Bridget és víctima d'un cas de droga i és empresonada. És Mark, molt fred, que li anuncia que serà alliberada. Bridget torna a Anglaterra i s'assabenta que Mark no era només un missatger sinó que ha mogut cel i terra per alliberar-la. Bridget es precipita a casa seva i es troba amb Rebecca.

## Repartiment
- Renée Zellweger: Bridget Jones
- Colin Firth: Mark Darcy
- Hugh Grant: Daniel Cleaver
- Gemma Jones: Mrs. Pamela Jones
- Jim Broadbent: Mr. Colin Jones
- Celia Imrie: Una Alconbury
- James Faulkner: Uncle Geoffrey
- Jacinda Barrett: Rebecca Gillies
- Sally Phillips: Sharon "Shazza"
- Shirley Henderson: Jude
- James Callis: Tom
- Neil Pearson: Richard Finch
- Donald Douglas: Admiral Darcy
- Shirley Dixon: Mrs. Darcy
- Jeremy Paxman: Ell mateix
- Ian McNeice: Quizmaster
- Jessica Hynes: Magda
- Paul Nicholls (participació especial): Jed
- Wolf Kahler: Comentador
- Catherine Russell: Camilla
- Ting-Ting Hu: prostituta tailandesa
- Jason Watkins: Charlie Parker-Knowles
- Vee Vimolmal: phrao
- Pui Fan Lee i Melissa Ashworth: noies tailandeses a la presó

## Premis
Globus d'Or
- Nominada: Actriu Musical o Còmica (Renée Zellweger)[4]